# 小沢章一
小沢 章一（おざわ のりかず、1964年4月4日 - 2006年1月15日）は、元千葉英和高等学校保健体育教諭、野球部監督。

## 来歴
東京都生まれ。1980年に早稲田実業学校高等部入学、野球部入部。主な同期に荒木大輔、石井丈裕（元プロ野球選手）。1年生から二塁手としてレギュラーに定着し、1980年夏の甲子園では和田明監督の下、決勝で愛甲猛投手を擁する横浜高校に惜敗するも準優勝。荒木と共に「1年生コンビ」として人気となった。1981年の春、夏、1982年の春、夏と在学中に出場可能な5回の甲子園にすべて出場した。3年生の時は主将を務めた。
1983年に早実を卒業し、早稲田大学教育学部へ進学。早稲田大学野球部に入部したが故障し、2年生からは早実のコーチへ転じた。1987年に大学卒業、千葉英和高等学校に赴任。野球部長を務めた後に、1988年から監督就任。監督としても甲子園の出場を目指していたが、2002年の千葉県大会のベスト4進出が最高だった。2006年1月に肝臓がんにより、千葉県船橋市の自宅で死去した。41歳没。

## 早実野球部での成績
- 1980年8月 - 夏の選手権に出場。北陽、東宇治、札幌商、興南、瀬田工を破り決勝まで進出するも横浜高校に敗れ、準優勝。（5勝1敗）
- 明治神宮野球大会に出場。準優勝。
- 1981年 - 選抜高等学校野球大会に出場。初戦で、東山に敗れる。（0勝1敗）
- 1981年8月 - 夏の選手権に出場。高知、鳥取西を破るも3回戦で報徳学園にサヨナラ負けにて敗退。報徳学園はこの大会に優勝。（2勝1敗）
- 明治神宮野球大会に出場。
- 1982年 - 選抜高等学校野球大会に出場。西京商、岡山南と破るも、準々決勝で横浜商に敗れる。（2勝1敗）
- 1982年8月 - 夏の選手権に出場。宇治、星稜、東海大甲府を破り準々決勝に進出するも蔦文也率いる池田高校に敗れる。池田高校はこの大会に優勝。（3勝1敗）